# Municipio de Mark (Suecia)
Mark (en sueco: Marks kommun) es un municipio en la provincia de Västra Götaland, al suroeste de Suecia. Su sede se encuentra en la localidad de Kinna. El municipio fue creado por la Reforma Municipal de 1971 con la fusión de ocho entidades municipales más pequeñas.

## Localidades
Hay 11 áreas urbanas (tätort) en el municipio:
| #  | Tätort     | Población |
| -- | ---------- | --------- |
| 1  | Kinna      | 15 289    |
| 2  | Fritsla    | 2458      |
| 3  | Sätila     | 1285      |
| 4  | Horred     | 1269      |
| 5  | Hyssna     | 700       |
| 6  | Björketorp | 572       |
| 7  | Rydal      | 430       |
| 8  | Torestorp  | 408       |
| 9  | Berghem    | 374       |
| 10 | Öxabäck    | 339       |
| 11 | Ubbhult    | 200       |

## Ciudades hermanas
Mark está hermanado o tiene tratado de cooperación con:
- Szamotuły, Polonia
- Apolda, Alemania
- Onteniente, España